# الجمعية الأمريكية لمكافحة العبودية
الجمعية الأمريكية لمكافحة العبودية (بالانجليزية: American Anti-Slavery Society) (1833-1870) هي جمعية لإلغاء العبودية أسّسها وليم لويد غاريسون وآرثر تابان. أصبح فريدريك دوغلاس، وهو عبد فارّ، من أبرز دعاة الإبطالية وكان قائدًا رئيسيًا لهذا المجتمع وغالبًا ما ألقى خطابات في اجتماعاته. تحدث ويليام ويلز براون، وهو أيضًا عبد تم تحريره، في أغلب اجتماعات الجمعية. بحلول عام 1838، كان لدى الجمعية 1350 فرعًا محليًا وحوالي 250،000 عضو.
من بين الأعضاء المشهورين: سوزان أنتوني وإليزابيث كادي ستانتون وثيودور دوايت ويلد ولويس تابان وجيمس جي. بيرني وليديا ماريا تشايلد وماريا ويستون شابمان وأوغسطين كلارك وصموئيل كورني وجورج ت. داونينغ وجيمس فورتن وآبي كيلي وستيفن سيموندس فوستر وهنري هايلاند جارنيت وبيريا غرين، من الذين ترأسوا اجتماعاتها التنظيمية، بالإضافة إلى لوكريشا موت ووينديل فيليبس وروبرت بورفيس وتشارلز لينوكس ريموند وساره باركر ريموند ولوسي ستون وجون جرينليف ويتير، وآخرين. يقع مقرها الرئيسي في مدينة نيويورك، ومن عام 1840 حتى عام 1870 نشرت الجمعية صحيفة أسبوعية تُدعى ناشيونال أنتي-سليفري ستاندارد.

## الخلفية
بحلول عشرينيات القرن التاسع عشر، هدأ الجدل حول تسوية ميزوري بشكل كبير، لكن تم فتحه مرة أخرى من خلال سلسلة من الأحداث قرب نهاية العقد. جرت مناقشات جادة حول الإبطالية في المجلس التشريعي لولاية فرجينيا في عامي 1829 و 1831. في الشمال، بدأ النقاش حول إمكانية تحرير العبيد و «إعادة توطينهم» في إفريقيا (وهو اقتراح أدى إلى تأسيس جمهورية ليبيريا تحت رعاية جمعية الاستعمار الأمريكية).

ازداد التحريض بعد نشر نداء ديفيد ووكر تحت عنوان نداء إلى المواطنين الملونين حول العالم في عام 1829، ثم تمرد نات تيرنر في عام 1831، وتعامل أندرو جاكسون مع أزمة الإبطالية في نفس العام. بحسب لويس روشامي،
«يُعتبر تمرد تيرنر واحدًا من حوالي 200 تمردًا آخر قام بها العبيد بين عامي 1776 و 1860، لكنه كان الأكثر دموية، وبالتالي أثار الخوف في قلوب العديد من البيض في الجنوب. بدأ نات تيرنر برفقة أكثر من 70 من السُّود المستعبدين والأحرار تمردًا غير منظمًا في مقاطعة ساوثهامبتون، فيرجينيا، في أغسطس من عام 1831. انتقلوا من مزرعة إلى أخرى وقتلوا البيض بشكل عشوائي على طول الطريق وجلبوا معهم عبيدًا إضافيين. بحلول الوقت الذي أوقفت فيه الميليشيا هذا التمرد، انضم أكثر من 80 عبدًا إلى تيرنر وقتلوا 60 شخصًا أبيضًا. بينما دفع هذا التمرد بعض الجنوبيين إلى التفكير في الإبطالية، كان رد الفعل في جميع الولايات الجنوبية هو تشديد القوانين التي تحكم سلوك العبيد».
في نفس العام، دفعت معارضة ساوث كارولينا للتعريفة الفيدرالية الهيئة التشريعية إلى إعلان أن القانون ملغى وباطل في الولاية، وتحدث قادة الولاية عن ضرورة استخدام الميليشيا لمنع وكلاء الجمارك الفيدراليين من تحصيل الضرائب. ألغى الرئيس أندرو جاكسون حجج حقوق الولايات تلك وهدد بدخول الجيش لفرض القوانين الفيدرالية. في مواجهة رغبة جاكسون، تراجعت الدولة عن مطالبها، لكن ذلك أثار المخاوف في جميع أنحاء الجنوب من كونها كانت مسألة وقت فقط قبل أن يبدأ الكونغرس بالعبث بقانون العبودية. تصاعد القلق في الجنوب في عام 1833 مع تأسيس الجمعية الأمريكية لمكافحة العبودية في لويزيانا.
في عشرينيات القرن التاسع عشر، كان محور مكافحة العبودية هو جمعية الاستعمار الأمريكية، التي تأسست على المبادئ الماديسونية للتحرر التدريجي الذي تعوضه الحكومة. تماشيًا مع التحيزات الحالية والدائمة في الأمة في ذلك الوقت، ظنّ الرئيس جيمس ماديسون أن السُّود والبيض لا يمكنهم الاندماج في المجتمع معًا، لذا اقترح سياسة الفصل. قال ماديسون إن الاندماج (الذي كان يسمى في ذلك الوقت «التوحيد») كان أمرًا مستحيلًا، لأنه سيكون هناك دائمًا قمع وكراهية وعداء بين العبيد وملّاكهم السابقين. ادعى ماديسون أيضًا، في ما يسمى «بمذكرة بشأن مستعمرة أفريقية للعبيد المحررين»، أن «العبيد الأحرار قد احتفظوا برذائل وعادات العبيد أنفسهم». دعا أيضًا إلى «إعادة توطين» العبيد السابقين في الساحل الغربي لأفريقيا، حيث حصلت الجمعية على الأراضي وأسست ما أصبح يُعرف بجمهورية ليبيريا.
في هذه المرحلة، تشكلت الجمعية الأمريكية لمكافحة العبودية لمناشدة الظروف الأخلاقية والعملية التي دعمت مجتمعًا مؤيدًا للعبودية. بين 4-6 ديسمبر من عام 1833، عقد ستون مندوبًا من نيو إنجلاند وبنسلفانيا وأوهايو ونيويورك ونيوجيرسي مؤتمرًا وطنيًا لمكافحة العبيد في فيلادلفيا. ترأست بيريا غرين المؤتمر وعمل لويس تابان وجون جرينليف ويتير بمنصب الأمين العام. قامت إحدى لجان الاتفاقية بصياغة دستور الجمعية الأمريكية لمكافحة العبيد و إعلان المشاعر. كان المؤلف الرئيسي لكليهما ناشر الصحيفة الناشئة ليبيراتور وليم لويد غاريسون، ومقرها بوسطن.

## المجتمع
اعتبرت الجمعية مثيرة للجدل وقوبلت أنشطتها في بعض الأحيان بالعنف. وفقًا لموسوعة بريتانيكا ، "واجهت أنشطة المجتمع المناهضة للعبودية في كثير من الأحيان معارضة عامة عنيفة ، مع غزو الغوغاء للاجتماعات ، ومهاجمة المتحدثين ، وحرق المطابع." الاقتصاد الأمريكي الذي سيؤدي إلى إلغاءه سيكون له آثار كبيرة. على أساس العمالة المستعبدة ، أنتجت زراعة ومعالجة وتصدير محصول القطن السلعي ثروة كبيرة للمزارعين الجنوبيين ، والتجار الشماليين ، وأصحاب مصانع النسيج ، ومالكي السفن على حد سواء. بالإضافة إلى ذلك ، عمل العبيد في جميع أنحاء الاقتصاد ، وخاصة في الجنوب. بحلول الحرب الأهلية ، كان لمدينة نيويورك الكثير من العلاقات مع العبودية لدرجة أن رئيس البلدية اقترح انفصال المدينة.
تمت الدعوة لعقد مؤتمر من دعاة إلغاء عقوبة الإعدام في ديسمبر 1833 في مبنى أديلفي في فيلادلفيا. ضم المؤتمر 62 مندوبًا ، منهم 21 من الكويكرز. اتهمت الجمعية الأمريكية الجديدة لمكافحة الرق ويليام لويد جاريسون بكتابة إعلان المنظمة الجديد. تدين الوثيقة مؤسسة العبودية وتتهم أصحاب العبيد بالخطيئة بأنهم "سارقون للبشر". وهو يدعو إلى الإلغاء الفوري للعبودية دون شروط ، وينتقد جهود جمعية الاستعمار الأمريكية. استشهدوا.